# FS Elisabeth Mann Borgese
Le FS Elisabeth Mann Borgese est un navire océanographique allemand (FS, en allemand : Forschungsschiff) qui travaille depuis 2011 pour l' Institut Leibniz pour la recherche sur la mer Baltique (en allemand : Leibniz-Institut für Ostseeforschung (IOW) à Warnemünde. Le gestionnaire nautique est le Briese Schiffarht GmbH & Co. UK (de) à Leer.
De 1987 à 2010, le navire servait que bateau d'essai polyvalent Schwedeneck (Y 860) pour le service technique de défense 71 (WTD 71) de la Bundeswehr à Eckernförde.

## Historique
Première unité d'une série de trois bateaux d essais polyvalents de la classe 748 (classe Schwedeneck (de)), le navire a été construit en mai 1986 au chantier naval Kröger-Werft à Schacht-Audorf et lancé le 14 octobre 1986. Le Schwedeneck a été baptisé le 19 février 1987. Après des essais fonctionnelles, le navire est entré en service du 20 octobre 1987 à février 2011 à Eckernförde pour le WTD 71.
L'État de Mecklembourg-Poméranie-Occidentale a acheté le Schwedeneck et l'a converti en navire océanographique pour l'IOW, début 2011, sur l'ancien chantier naval Peene à Wolgast, qui appartient au P+S Werften. Le navire a été baptisé par Antje Boetius, chercheuse en sciences de la mer et microbiologiste, au nom de "l'Ambassadeur de la Marine" et par la protectrice de la mer Elisabeth Mann-Borgese. Il a été mis en service le 22 juin 2011 en remplacement de l'ancien Professor Albrecht Penck. Le gestionnaire nautique est le Briese Schiffahrts GmbH & Co. KG (de) à Leer.

## Données techniques
Le navire a un entraînement diesel-électrique. Une machine synchrone Siemens à excitation magnétique permanente d'une puissance de 1.095 kW agit sur une hélice à pas fixe. Trois générateurs MTU Friedrichshafen d’une puissance de 520 kW chacun sont disponibles pour l’alimentation, et aussi un générateur de secours. Le navire dispose d'un propulseur d'étrave à l'avant et à l'arrière, chacun avec 147 kW.
Il y a de la place pour deux conteneurs de 20 pieds sur le pont de travail à l'arrière du navire, ou quatre conteneurs de 10 pieds.s. Le navire a deux grues hydrauliques dans la zone arrière. L’une des grues a une capacité de 4,5 tonnes avec une portée de 8 m, l’autre a une capacité de 1,5 tonne avec une portée de 6 m. À l’arrière du navire se trouve une potence de poupe pouvant soulever jusqu’à 4 tonnes. Il y a une grue de ravitaillement dans la zone de développement. À bord, il y a plusieurs laboratoires pour la recherche. Il y a onze cabines simples et sept cabines doubles pour l'équipage et les scientifiques.

## Missions
L'Elisabeth Mann Borgese est principalement utilisée dans la mer Baltique. Le navire, comme le Professor Albrecht Penck auparavant, participe à la surveillance des océans. L’IOW coopère sur la base d’un accord administratif avec l'Agence fédérale maritime et hydrographique allemande (BSH) de Hambourg et de Rostock pour l'Observatoire de l'environnement, aidant ainsi à respecter les obligations de l’Allemagne au titre de la Commission d’Helsinki pour la protection de la mer Baltique (HELCOM). Jusqu'en 2021, la Bundeswehr peut déployer le navire à des fins de recherche pour la défense 70 jours par an.

## Galerie

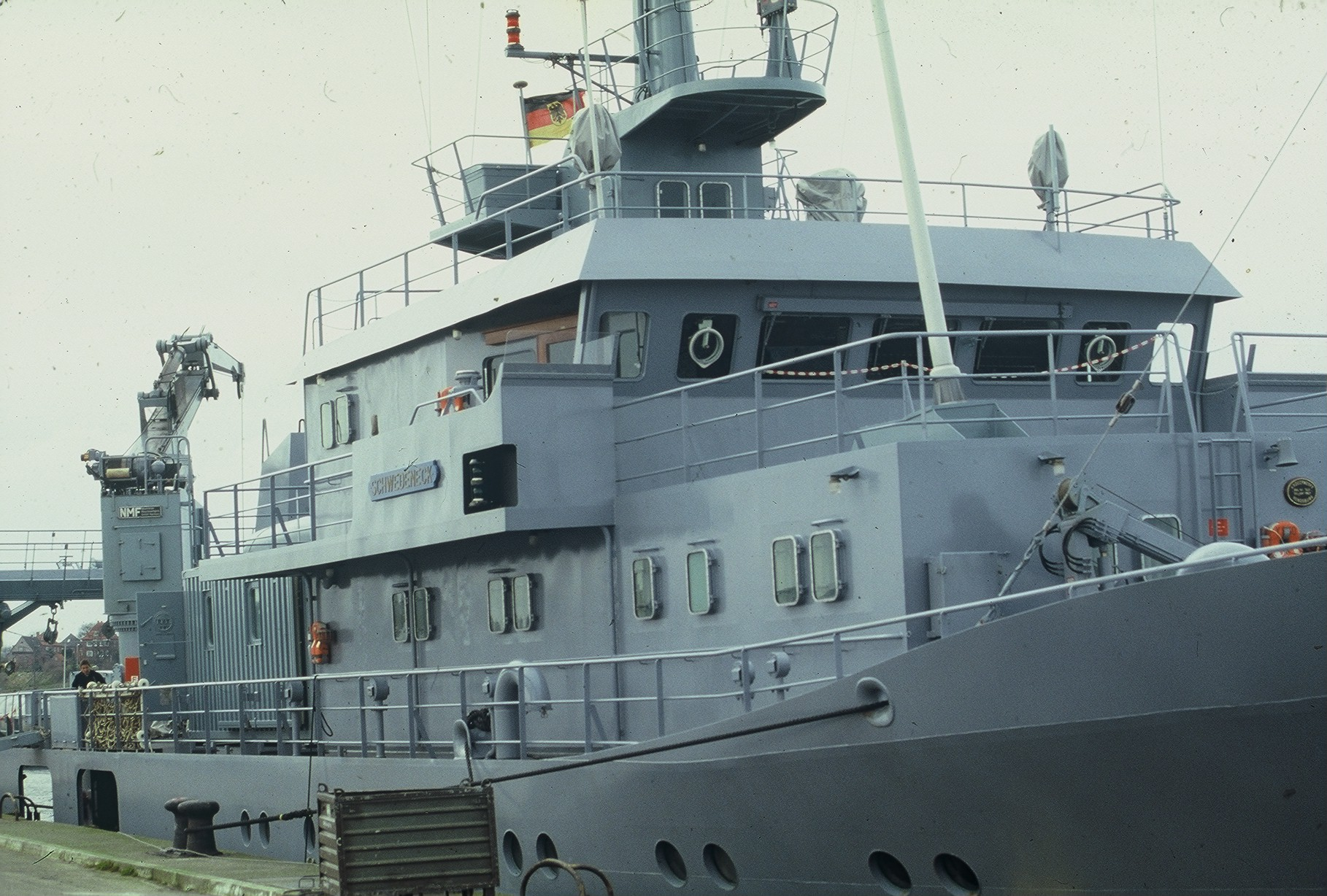
Schwedeneck (Y 860)
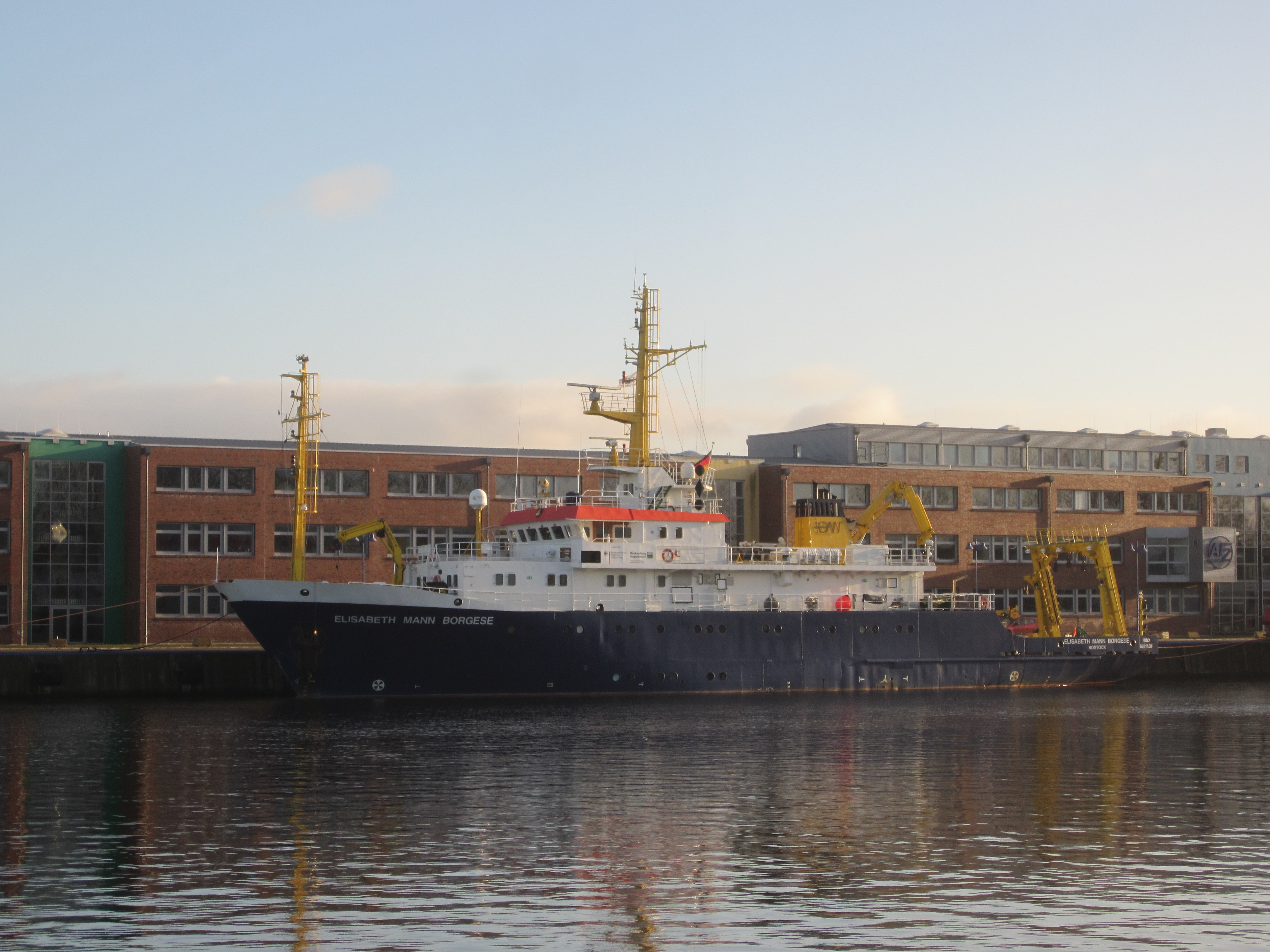
FS Elisabeth Mann Borgese

### Note et référence
1. ↑  FS Elisabbeth Mann Borgese - Site Briese Schiffarht
2. ↑  AG Schwedeneck Klasse -Site .kriegsschiffe.net

- (de) Cet article est partiellement ou en totalité issu de l’article de Wikipédia en allemand intitulé « Elisabeth Mann Borgese (Schiff) » (voir la liste des auteurs).